# توميسلاف توميتش
توميسلاف توميتش (بالكرواتية: Tomislav Tomić؛ بالبوسنوية: Tomislav Tomić) هو لاعب كرة قدم بوسني وكرواتي في مركز الوسط، ولد في 16 نوفمبر 1990 في موستار في البوسنة والهرسك. لعب مع جيلييزنيتشار ساراييفو.

## وصلات خارجية
- توميسلاف توميتش على موقع الاتحاد الأوربي (الإنجليزية)
- توميسلاف توميتش على موقع قاعدة بيانات كرة القدم.إي يو (الإنجليزية)
- توميسلاف توميتش على موقع ناشيونال فوتبول تيمز (الإنجليزية)
- توميسلاف توميتش على موقع Soccerway.com (الإنجليزية)
- توميسلاف توميتش على موقع عالم كرة القدم.نت (الإنجليزية)